# Thyriochlorota rotundata
Thyriochlorota rotundata är en skalbaggsart som beskrevs av Blanchard 1851. Thyriochlorota rotundata ingår i släktet Thyriochlorota och familjen Rutelidae. Inga underarter finns listade i Catalogue of Life.